# Liste der Orden und Ehrenzeichen Mecklenburg-Vorpommerns
Das Land Mecklenburg-Vorpommern verleiht folgende Orden und Ehrenzeichen:
- Verdienstorden des Landes Mecklenburg-Vorpommern (2001)
- Brandschutz-Ehrenzeichen
- Rettungsmedaille (Mecklenburg-Vorpommern) (1992)
- Ehrennadel für Fluthelferinnen und Fluthelfer 2013 des Landes Mecklenburg-Vorpommern
- Ehrennadel des Landes Mecklenburg-Vorpommern für besondere Verdienste im Ehrenamt (2013)
- Dankmedaille des Landes Mecklenburg-Vorpommern in Anerkennung des Einsatzes anlässlich des Weltwirtschaftsgipfels 2007 in Heiligendamm
- Medaille für besondere Verdienste (2014)
- Heinrich-Schliemann-Medaille (1990)
- Waldbrandmedaille 2019

In den Ländern Mecklenburgs wurden darüber hinaus bis 1945 folgende Auszeichnungen vergeben:

## Mecklenburg-Schwerin
- pour la vertu (1763)
- Medaille dem redlichen Manne und dem guten Bürger (1798)
- Verdienstmedaille (1798/1815/1859/1872/1885/1897)
- Militär-Verdienstmedaille für 1813–1815  (1814)
- Kriegsdenkmünze für 1808–1815 (1841)
- Militärverdienstkreuz (1848)
- Medaille für Kunst und Wissenschaft (1859)
- Jubiläumsspange 1813–1863 (1863)
- Hausorden der Wendischen Krone (gemeinsam mit Mecklenburg-Strelitz) (1864)
- Landwehrdienst-Auszeichnung (1874)
- Kriegsdenkmünze für 1848/1849 (1879)
- Greifenorden (ab 1904 gemeinsam mit Mecklenburg-Strelitz) (1884)
- Verdienstmedaille Friedrich-Franz III. (1885)
- Ehrenmedaille für aufopfernde Hilfe in der Wassernot 1888 (1888)
- Gedächtnis-Medaille für Friedrich Franz III. (1897)
- Kriegervereins-Medaille (1899)
- Erinnerungsmedaille für die Teilnehmer an der Afrika-Expedition (1908)
- Friedrich-Franz-Alexandra-Kreuz (1912)
- Friedrich-Franz-Kreuz (1917)
- Rettungsmedaille (1926)

## Mecklenburg-Strelitz
- Militär-Dienstkreuz (1846/1869/1913)
- Hausorden der Wendischen Krone (gemeinsam mit Mecklenburg-Schwerin) (1864)
- Kreuz für Auszeichnung im Kriege (1871)
- Landwehr-Dienstauszeichnung (1875/1913)
- Medaille zur Erinnerung an die Goldene Hochzeit 1893 (1893)
- Medaille zur Erinnerung an die Diamant-Hochzeit 1903 (1903)
- Verdienstmedaille (1904/1914)
- Greifenorden (gemeinsam mit Mecklenburg-Schwerin) (1904)
- Kriegervereins-Medaille (1906)
- Orden für Kunst und Wissenschaft (Mecklenburg-Strelitz) (1909)
- Medaille für Rettung aus Lebensgefahr (1910)
- Erinnerungszeichen für langjährige Diensttreue für Personen weiblichen Geschlechts (1911)
- Erinnerungskreuz für langjährige Diensttreue für Personen weiblichen Geschlechts (1911)
- Gedächtnismedaille für den Großherzog Adolf Friedrich V. (1914)
- Adolf-Friedrich-Kreuz (1917)
- Rettungsmedaille (1922)
- Medaille für Kunst und Wissenschaft (1928)